# In the Bleak Midwinter

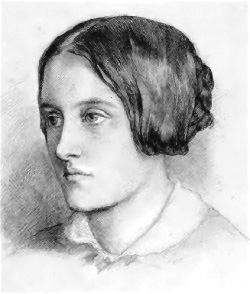
Christina Rossetti, porträtiert von ihrem Bruder

In the Bleak Midwinter (Mitten im kalten Winter) ist ein christliches Gedicht von Christina Rossetti (1830–1894). Es wurde vielfach vertont und wurde zu einem häufig gesungenen Weihnachtslied (Carol). Bekannte Vertonungen stammen von Gustav Holst (1874–1934), unter dem Titel Cranham, und von Harold Darke aus dem 20. Jahrhundert.

## Text
| Englisch | Übersetzung |
| --- | --- |
| In the bleak midwinter Frosty wind made moan, Earth stood hard as iron, Water like a stone; Snow had fallen, Snow on snow, In the bleak midwinter, Long ago. Our God, heaven cannot hold him, Nor earth sustain; Heaven and earth shall flee away When he comes to reign; In the bleak midwinter A stable place sufficed The Lord God incarnate, Jesus Christ. Enough for him, whom Cherubim Worship night and day A breast full of milk And a manger full of hay. Enough for him, whom angels Fall down before, The ox and ass and camel Which adore. Angels and archangels May have gathered there, Cherubim and seraphim Thronged the air; But his mother only, In her maiden bliss, Worshipped the Beloved With a kiss. What can I give him, Poor as I am? If I were a shepherd I would bring a lamb, If I were a wise man I would do my part, Yet what I can I give Him — Give my heart. | Mitten im kalten Winter bei klirrend kaltem Wind, die Erde hart wie Eisen, das Wasser wie ein Stein, Schnee war gefallen, Schnee auf Schnee, Schnee auf Schnee, Mitten im kalten Winter vor langer Zeit. Unser Gott, der Himmel kann ihn nicht halten, noch die Erde ihn tragen; Himmel und Erde werden entfliehen, wenn Er kommt, um zu herrschen. Mitten im kalten Winter reichte ihm ein Stall, Gott dem Herrn in Menschengestalt, Jesus Christus. Genug für Ihn, den Cherubinen Tag und Nacht anbeten, eine Brust voller Milch und eine Krippe voller Heu; Genug für Ihn, vor dem Engel auf die Knie fallen, den Ochs und Esel und Kamel anbeten. Engel und Erzengel mögen sich dort versammelt haben, Cherubine und Seraphine die Luft erfüllen. Aber nur seine Mutter, in ihrem jungfräulichen Glück, huldigte dem Angebeteten mit einem Kuss. Was kann ich Ihm geben, arm wie ich bin? Wäre ich ein Schäfer, brächte ich ihm ein Lamm; Wäre ich ein Weiser, trüge ich das Meinige dazu bei; Doch was ich geben kann, gebe ich ihm: ich gebe mein Herz. |

## Kritik
Der Hymnologe und Theologe Ian Bradley zweifelte die Theologie des Gedichtes an: “Is it right to say that heaven cannot hold God, nor the earth sustain, and what about heaven and earth fleeing away when he comes to reign?” Jedoch heißt es in Salomos Gebet bei der Einweihung des Tempels (1. Könige 8.27): „Denn sollte in Wahrheit Gott auf Erden wohnen? Siehe, der Himmel und aller Himmel Himmel können dich nicht fassen; wie sollte es denn dies Haus tun, das ich gebaut habe?“
Was die Textstelle „heaven and earth fleeing away“ betrifft, verwenden viele neutestamentliche apokalyptische Passagen eine solche Sprache, wie z. B. 2. Petrus 3.10–11: „die Himmel [werden zergehen] mit großem Krachen; die Elemente aber werden vor Hitze schmelzen, und die Erde und die Werke, die darauf sind, werden verbrennen. So nun das alles soll zergehen, wie sollt ihr denn geschickt sein mit heiligem Wandel und gottseligem Wesen, daß ihr wartet und eilet zu der Zukunft des Tages des HERRN, an welchem die Himmel vom Feuer zergehen und die Elemente vor Hitze zerschmelzen werden!“

## Videos
- Klangbeispiele: a (Gustav Holst); b & c (Memento vom 7. Dezember 2012 im Internet Archive) (Harold Darke); d (Gloucester Cathedral Choir)

## Trivia
Der erste Vers des Gedichts In the bleak midwinter // Mitten im kalten Winter wird in der britischen Drama-Serie Peaky Blinders – Gangs of Birmingham regelmäßig als Vorbote des Todes zitiert.